# 울렛 대 바이어컴 다국적 기업 소송
'울렛 대 바이어컴 다국적 기업'(2011년)에서 연방 몬태나 주 지방법원은 조금의 온라인 노출은 미국 장애인법 1990년 기준에 웹사이트를 맞추어야 하는 건 아니라고 판결했다.
즉 마이스페이스와 유튜브는 난독 장애 남성에 대해 책임이 없었는데 "온라인 상영관"이 얼마나 인상적인지와 상관 없이 그 사이트를 보는 장애에 있어서 말이다.